# 官园威惠庙
24°30′51″N 117°40′03″E / 24.51417°N 117.66750°E
官园威惠庙位于中国福建省漳州市芗城区巷口街道官园社区丹霞路中段，又称三圣王庙，俗称官园大庙，祀奉“开漳圣王”陈元光。2009年被列为福建省文物保护单位。
官园威惠庙始建于南宋建炎年间，后世多次重修，2002年被火焚毁后重建。庙坐北向南，占地面积3675平方米。主殿面阔进深各三间，悬山顶，燕尾脊，穿斗抬梁混合式梁架。庙内有南宋建炎四年（1130年）石香炉、清代开漳圣王神牌和清代重修碑等。